# Phacelia infundibuliformis
Phacelia infundibuliformis là loài thực vật có hoa trong họ Mồ hôi. Loài này được Torr. miêu tả khoa học đầu tiên năm 1859.